# Kenny Wormald
Pour les articles homonymes, voir Wormald.
Kenny Wormald est un danseur professionnel, chorégraphe, et acteur américain, né le 27 juillet 1984 à Boston, dans le Massachusetts.

## Biographie
Kenny Wormald grandit à Stoughton où il commence à danser à l'âge de six ans, poussé par sa maman. Il prend des cours de danse classique, de claquettes et de hip-hop (son domaine de prédilection) aux Sherry Gold Dance Studios (The Gold School), à Brockton.
Tout au long de son adolescence, il enchaîne les prix lors de concours de danse en Nouvelle-Angleterre et est sélectionné pour danser pour le président américain Bill Clinton lors de la cérémonie de Pâques à la Maison-Blanche en 1996. En 2002, il remporte la médaille d'or au World Dance Championships de Riesa, en Allemagne, avec un numéro de claquettes.

## Carrière
En 2007, il est révélé par l’émission DanceLife (en), produite par Jennifer Lopez et diffusée sur MTV, dans laquelle on suit le parcours de six danseurs qui veulent percer dans le milieu professionnel. La même année il part en tournée avec Justin Timberlake sur le « FutureSex /LoveShow ». Il chorégraphie les danses pour les clips Energetic et Eat you up! de BoA. En 2008, il joue dans Danse ta vie 2 où il tient un des rôles principaux. En 2009, il participe à la tournée des Pussycat Dolls, le Doll Domination Tour.
En décembre 2011, il est à l'affiche de Footloose, remake du film du même nom sorti en 1984. Il en fait la promotion à Dancing with the Stars (la version américaine de Danse avec les stars), où il danse avec Julianne Hough, l'autre tête d'affiche du film.
En 2012 et 2013, Wormald enchaîne les projets cinématographiques et tourne dans les films Kid Cannabis, Cavemen (en) aux côtés de Chad Michael Murray, By The Gun avec Ben Barnes, The Living et 'Love and Mercy".
Les films Cavemen et Kid Cannabis sortent le 7 février et le 18 avril 2014 aux États-Unis ; By The Gun sort le 5 décembre.

## Vie privée
Kenny Wormald a deux frères cadets et se sent très proche de sa famille. Il a été le compagnon d'Ashley Roberts pendant près de 5 ans. Ils ont rompu en mai 2009. Il est actuellement en couple avec Lauren Bennett.[réf. nécessaire]

## Filmographie

### Cinéma
- 2004 : Street Dancers
- 2006 : Clerks 2
- 2008 : Danse ta vie 2
- 2011 : Footloose
- 2014 : Kid Cannabis
- 2013 : Cavemen (en)
- 2014 : By The Gun
- 2014 : The Living
- 2014 : Love and Mercy de Bill Pohlad : Dennis Wilson
- 2014 : The Hamilton House
- 2016 : Dancing with a star - Aurélie
- 2016 : Honey 3
- 2022 : Gasoline Alley d'Edward John Drake : Dennis Bourke

### Musique
- 2003 : Madonna, American life
- 2004 : JoJo, Baby It's You
- 2005 : Mariah Carey, It's Like That
- 2006 : Chris Brown, Gimme That
- 2006 : Nelly Furtado, Promiscuous
- 2007 : FutureSex/LoveShow, tournée mondiale de Justin Timberlake
- 2008 : BoA, Eat You Up
- 2009 : BoA, Energetic
- 2009 : The Pussycat Dolls, Bottle Pop
- 2009 : Doll Domination Tour, tournée mondiale des Pussycat Dolls
- 2013 : The Bloody Beetroots,
- 2013 : Sebastian Mikael, Beautiful Life

### Télévision
- 2007 : DanceLife (émission de téléréalité en 8 épisodes)
- 2012-2013 : Massholes (Websérie)
- 2016 :  Danse ta vie 3 (téléfilm) : Tommy Anderson
- 2016 : Fear the Walking Dead (série télé saison 2 épisode 10 )